# Hans Onsdags-Veninde
Hans onsdagsveninde er en dansk film fra 1943, der indeholder en af Peter Malbergs store film-roller. Filmen er instrueret af Alice O'Fredericks og Lau Lauritzen jun efter manuskript af Paul Sarauw

## Handling
Direktør Peter Engel, af sine venner kaldet "Peter den store", er en meget forvænt og forkælet ung mand. Hans mor, generalinden, lever og ånder efter sin mands død kun for sin søn, men hun er samtidig en dame med en meget bestemt vilje, og bag sin flabede facon har Peter stor respekt for hende. Hver onsdag aften kommer Magda på besøg hos Peter i hans elegante Bredgade-ungkarlejlighed. Hun er en sød og frisk ung pige, som bor sammen med sin far. Magda elsker Peter af hele sit hjerte, derfor gør det hende ondt, at hun kun er hans onsdags-veninde..

## Medvirkende
- Karl Gustav Ahlefeldt, Peter den Store, Peter Engel
- Maria Garland, Generalinden, Peters mor
- Bodil Kjer, Magda Hansen
- Johannes Meyer, Anton Hansen, Magdas far
- Peter Malberg, Balder Svansemose
- Ib Schønberg, Tjener Møller
- Tonni Bau, Nanna
- Else Jarlbak, Nannas veninde
- Knud Heglund, Peters ven
- Svend Bille, Peters ven
- Eigil Reimers, Peters veninde
- Helge Kjærulff-Schmidt, Slagter Andersen
- Ingeborg Pehrsson, En kioskdame
- Henry Nielsen, Jensen, bartender
- Hjalmar Madsen, Tjener
- Karl Jørgensen, Kreaturkommisionær Nielsen
- Emilie Nielsen, Vinder på travbanen
- Petrine Sonne, Fru Larsen, plejemor